# Haliplus columbiensis
Haliplus columbiensis är en skalbaggsart som beskrevs av Wallis 1933. Haliplus columbiensis ingår i släktet Haliplus och familjen vattentrampare. Inga underarter finns listade i Catalogue of Life.